# Ray Harroun
Ray Wade Harroun (Spartansburg, 12 gennaio 1879 – Anderson, 19 gennaio 1968) è stato un pilota automobilistico statunitense.
La sua notorietà è legata alla vittoria della prima edizione della 500 Miglia di Indianapolis nel 1911 alla guida di una Marmon Wasp di cui era stato progettista. In quell'occasione, per sopperire all'assenza del meccanico-copilota, installò sulla vettura monoposto uno specchio retrovisore, considerato il primo nella storia dell'automobile.
Muore nel 1968 e viene sepolto nel parco memoriale di Anderson, Indiana.